# Mount Brooke
Mount Brooke är ett berg i Antarktis. Det ligger i Östantarktis. Australien gör anspråk på området. Toppen på Mount Brooke är 2 600 meter över havet.
Terrängen runt Mount Brooke är huvudsakligen kuperad, men åt nordost är den platt. Trakten är obefolkad. Det finns inga samhällen i närheten. 